# Анівіт
Аніві́т (рос. аннивит; англ. annivite; нім. Annivit) — мінерал, різновид тенантиту багатого на бісмут.

## Загальний опис
Містить до 6 % Ві. За назвою долини Анів'є (Anniviers (Val d'Anniviers)) в Швейцарії.
Хімічна формула: Cu6 [Cu4 (Fe, Zn) 2] (As, Bi) 4S13
Назва «анівіт» також застосовувалася до тетриедриту Бірича з різних місцевостей в Аргентині (6,3 — 9,2 % ваг. У Ла-Мехікані) (Brodtkorb, 2002).
Бі-домінуючий склад, який, ймовірно, являє новий вид, повідомляється, наприклад, Gołębiowska et al. (2012) та Velebil & Sejkora (2018).